# شانه‌آروارگان
شانه‌آروارگان(نام علمی: Ctenochasmatidae) نام یک تیره از راسته پتروسور است.